# Amatitlania siquia
Amatitlania siquia är en fiskart som beskrevs av Schmitter-soto 2007. Amatitlania siquia ingår i släktet Amatitlania och familjen Cichlidae. Inga underarter finns listade i Catalogue of Life.